# Famille chrétienne
Famille chrétienne est un magazine hebdomadaire familial français catholique créé en 1978. Il est édité par la société d’éditions pour la famille (Edifa), filiale du groupe franco-belge Média-Participations.

## Historique
Adaptation française de l’hebdomadaire italien Famiglia Cristiana, le magazine Famille chrétienne est créé en 1978.
Jacques Mercier, professeur, et Rémy Montagne, avocat d’affaires catholique français, ont donné naissance au magazine.
Henri Souron en a été le premier rédacteur en chef. En 1984, Clau de Delaporte devient directeur général. Philippe Oswald est directeur de la rédaction à partir de 1986. En 1994, Jean Villeminot, diacre du diocèse de Paris, prend la direction d’Edifa, qui publie Famille chrétienne. En 2003, le magazine tire à 61 000 exemplaires. Le site internet est lancé en 2009.
De 2010 à 2021, Thomas Grimont est directeur général d’Edifa. Guillaume Arnaud lui succède en janvier 2021.
De 2010 à 2016, Aymeric Pourbaix est directeur de la rédaction. Antoine-Marie Izoard lui succède en septembre 2016,,.

## Ligne éditoriale
Famille chrétienne se décrit comme un hebdomadaire familial qui propose un regard chrétien sur l’actualité. Le magazine a été créé pour assurer la défense et illustrer les positions de l’Église catholique. Au sein de la presse catholique française, Famille chrétienne se situe davantage à droite politiquement : Le Monde indique qu’il est « connu pour ses prises de position conservatrices ».

## Diffusion
| Année | Diffusion France payée | Diffusion totale |
| ----- | ---------------------- | ---------------- |
| 2011  | 54 656                 | 58 464           |
| 2012  | 52 811                 | 57 833           |
| 2013  | 51 935                 | 57 821           |
| 2014  | 49 828                 | 55 908           |
| 2015  | 48 516                 | 56 391           |
| 2016  | 48 774                 | 56 494           |
| 2017  | 47 816                 | 55 482           |
| 2018  | 44 475                 | 53 178           |
| 2019  | 42 173                 | 49 039           |
| 2020  | 40 338                 | 47 212           |
| 2021  | 40 543                 | 45 049           |
| 2022  | 39 603                 | 42 907           |
| 2023  | 38 968                 | 42 073           |
| 2024  | 36 397                 | 40 697           |